# I-or
I-or (/'i:ɔr/, engelska: Eeyore, med i princip samma uttal) är en litterär figur som förekommer i A.A. Milnes böcker om Nalle Puh och hans vänner i Sjumilaskogen. I-ors namn ska likna en åsnas skriande.
Han är en melankolisk, pessimistisk och cynisk åsna som bor i ett hus av pinnar.
I Disneys version är han mindre sarkastisk än i Milnes böcker och han har en lös svans, fastsatt med en spik. Detta kommer från att han en gång i böckerna tappade svansen. Efter det spikade Christopher Robin fast den.
I-ors födelsedag är den 25 december, eftersom Christopher Robin fick honom i julklapp ett år. De engelska julklapparna delas ut på juldagen.
I Disneys filmatiseringar har han dubbats på svenska av Sven Wallskog, Stephan Karlsén, John Harryson och Bengt Skogholt.